# Lepidodactylus christiani
Espèce
Statut de conservation UICN

 LC  : Préoccupation mineure
Lepidodactylus christiani est une espèce de geckos de la famille des Gekkonidae.

## Répartition
Cette espèce est endémique de Negros aux Philippines.

## Étymologie
Cette espèce est nommée en l'honneur de Ralph L. Christian.

## Publication originale
- Taylor, 1917 : Snakes and lizards known from Negros, with descriptions of new species and subspecies. Philippine Journal of Science, vol. 12, p. 353-381 (texte intégral).